# 印度人名
印度人名的命名习惯复杂多样，不同地区习惯各异。印度人名受印度教、伊斯兰教信仰影响深重，许多人名有种姓背景，亦有不少人名源于史诗。印度语言繁多，且世界数大宗教在印度皆有信徒，使得印度人的命名颇为多元，更是有许多易于混淆的细微差别。
南亚国家的所有命名习俗在广义上亦归属于印度人名的范围，此外东南亚的许多命名习惯也受到了印度文化的影响。
某些印度人的出生名和正式名有所区别，前者通常是依照此人出生日期的二十七星宿归属随机挑选。许多印度人名有三节，这和宗教观念有关。

## 北印度人名
所有北印度人名，包括母语为印地语的多数人群，其人名一般都包含三节，依次是名、中间名、姓。中间名可有可无，可以和个人名连写；姓一般和所属种姓有关，但也有不分种姓的姓，如库马尔（Kumar）。例如马诺哈尔·拉尔·卡塔尔（Manohar Lal Khattar），可以将中间名和个人名连写为马诺哈尔拉尔（Manoharlal）。再例如，印地语人名拉杰·拉尔·瓦萨尼（Raj Lal Vasani）便是最典型的北印度人名。其中，拉杰（Raj）是个人名，拉尔（Lal）是中间名，瓦萨尼（Vasani）是姓。在正式场合，连写中间名，写作拉杰拉尔·瓦萨尼（Rajlal Vasani）。穆斯林的习俗不可一概而论，另见下文相关章节。
北印度印度教信徒的姓都有显著的种姓背景，因此若某人反对种姓制度，很有可能会抛弃姓氏不用，使用中间名作为新的姓。
北印度人传统上皆遵循已婚妇女从夫姓、子随父姓的习俗。亦有许多女子（尤其是乡下女子）婚后会改姓为黛维（Devi，提毗，意为女神）或库玛丽（Kumari，公主、小姐）。亲人的人名往往有许多重复的元素，比如曼朱·黛维（Manju Devi）的子嗣可能叫作曼珠·拉克什米（Manju Lakshmi），曼珠·西塔（Manju Sita），曼珠·拉尼（Manju Rani）等。
常见的个人名有：
- 男：阿南德（Anand）、阿尼尔（Anil）、巴拉特（Bharat）、迪内什（Dinesh）、加内什（Ganesh）、贾扬特（Jayant）、基肖尔（Kishore）、克里什纳（Krishna）、纳雷什（Naresh）、尼马尔（Nirmal）、拉杰（Raj）、拉凯什（Rakesh）、桑贾伊（Sanjay）、维贾伊（Vijay）、维伦德拉（Virendra）；
- 女：安苏亚（Ansuya）、比姆拉（Bimla）、英迪拉（Indira）、乔蒂（Jyoti）、卡姆拉（Kamla）、妮塔（Nita）、普什帕（Pushpa）、拉玛（Rama）、鲁帕（Rupa）、瓦妮塔（Vanita）。

常见的中间名有：
- 男：库马尔（Kumar）、帕卡什（Parkash）、钱德尔（Chander）、拉尔（Lal）、纳特（Nath）、达斯（Das）、达特（Datt）、德夫（Dev）；
- 女：库玛丽（Kumari）、拉妮（Rani）、拉克什米（Lakshmi）、黛维（Devi）。

常见的姓氏有：乔普拉（Chopra）、德赛（Desai）、古普塔（Gupta）、帕雷克（Parekh）、帕特尔（Patel）、瓦德加马（Vadgama）、瓦萨尼（Vasani）。
简称时，男子以姓作简称，若无姓则以中间名简称；女子以个人名简称。

### 康坎人名
康坎人居于印度西南部沿岸康坎地区，使用康坎语。由于果阿邦有葡萄牙殖民背景，许多果阿人信仰罗马天主教，这也影响其命名习惯。
一般来说，康坎人名包含两节，个人名和父名。该传统习惯目前有所改变，一般由印度教徒遵从。
一些果阿人的第二名源于地名，用以指示其原籍地，会在地名后缀以“-kar”（卡尔）。
天主教徒的名字几乎都是葡萄牙名，如罗德里格斯（Rodrigues）、费尔南德斯（Fernandes）、佩雷拉（Pereira）、德索萨（D'Souza）等。

### 古吉拉特人名
古吉拉特人的人名有三节，依次为名、父名、姓氏。姓氏常常归属于某个种姓。例如，桑贾伊·巴拉特·瓦德加马（Sanjay Bharat Vadgama）之子取名为拉凯什（Rakesh），其全名即拉凯什·桑贾伊·瓦德加马（Rakesh Sanjay Vadgama）。再如，印度总理纳伦德拉·达摩达尔达斯·莫迪（Narendra Damodardas Modi）是古吉拉特人，纳伦德拉（Narendra）是他的名，达摩达尔达斯（Damodardas）是他的父名，莫迪（Modi）是他的姓。莫迪姓氏属于铁里种姓。圣雄甘地的全名莫罕达斯·卡拉姆昌德·甘地（Mohandas Karamchand Gandhi），莫罕达斯是他的名，卡拉姆昌德是他的父名，甘地是姓。“甘地”姓氏意为食品商人，指代其家族历史上有此职业背景。
已婚女子会将丈夫的名当作中间名，并从夫姓。例如，女子妮塔·贾扬特·帕特尔（Nita Jayant Patel）嫁给了男子桑贾伊·巴拉特·瓦德加马（Sanjay Bharat Vadgama），她的名字将改为妮塔·桑贾伊·瓦德加马（Nita Sanjay Vadgama）。
古吉拉特人的名后有时会缀以性别后缀：男性后缀-bhai（巴伊），女子后缀-bai（巴伊）或-ben（本）。例如，女名妮塔（Nita）也可以写作妮塔本（Nitaben）；桑贾伊（Sanjay）也可写作桑贾伊巴伊（Sanjaybhai）。
古吉拉特人名的前缀尊称包括斯里（Shri，先生）、斯里马蒂（Shrimati，夫人），库马里（Kumari，小姐，未婚女子）。

### 孟加拉人名
孟加拉人的人名的由名和姓组成，名可以有多个，顺序通常是名前姓后。名有性别之分。
在孟加拉国，很多人拥有两个名字，一个是被称为“好名”（ bhalo nam）的正式名字，用于各类正式场合；另一个是被称为“呼名”（ đak nam）的昵称，用于亲友间称呼。两个名字之间可能存在也可能不存在关联。很多人有将自己的昵称加在正式名字和姓氏中间，或姓氏之后而使姓名变为三段，至于放置在哪个位置并无一定规则，可凭个人喜好选择。
孟加拉人的第二名一般译作姓氏，但这并不表示家族传承性。同一家族有可能会有不同的第二名；这些第二名有可能是尊称。孟加拉人的姓氏则依主人宗教信仰不同而有分别。孟加拉穆斯林的姓氏大多来源于阿拉伯语和波斯语，如赛义德（সৈয়দ；Syed）、马宗达（মজুমদার；Majumdar）、米尔扎（মীর্জা/মির্জা；Mirza）、孔达卡尔（খন্দকার；Khondakar）等。
孟加拉印度教徒的姓氏有种姓之分：
- 婆罗门姓氏，如班纳吉（ব্যানার্জী；Banerjee）[註 2]、巴塔查尔吉（ভট্টাচার্য্য；Bhattacharjee）[註 3]、查克拉博蒂（চক্রবর্তী；Chakraborty）、甘古利（গাঙ্গুলী；Ganguly）[註 4]、戈斯瓦米（গোস্বামী；Goswami）、戈沙尔（Ghosal / Ghoshal）、拉希里（Lahiri）、慕克吉（মুখার্জী；Mukherjee）[註 5]、桑亚尔（Sanyal）等。婆罗门的姓氏通常是氏族传承的，但也可能源于尊称，比如查克拉博蒂、巴塔查尔吉等。
- 拜迪亚（英语：Baidya）姓氏，如森古普塔（Sengupta）、达斯古普塔（Dasgupta）。
- 卡雅斯塔姓氏，如博斯（Bose / Basu）、杜塔（Dutta）、高希（Ghosh）、古哈（Guha）、米特拉（Mitra）、森（Sen）、帕尔（Pal）、德（De）、达斯（Das）等[7]。

有一些姓氏，不同宗教的信徒皆有使用，如乔杜里（চৌধুরী；Chowdhury / Choudhuri）、萨卡尔（সরকার；Sorkar / Sarker / Sarkar）、比斯瓦斯（বিশ্বাস；Bishwash / Bishwas / Biswas）。

### 马拉地人名
马拉地人主要居于马哈拉施特拉邦，多信仰印度教。马拉地人名一般包含三节，依次是个人名，父名或夫名，姓氏（已婚女子从夫姓）。例如：
- 马哈德夫·戈文德·拉纳德（Mahadev Govind Ranade）：马哈德夫是个人名，戈文德是父名，拉纳德是姓氏。
- 乔茨娜·穆孔德·坎德卡尔（Jyotsna Mukund Khandekar）：乔茨娜是个人名，穆孔德是夫名，坎德卡尔是夫姓[8]。

马拉地印度教徒的个人名来源多样，可以是罗摩衍那和摩诃婆罗多史诗中的人物；可以是圣河名，如亚穆纳河（Yamuna）、哥达瓦里河（Godavari）；历史明君，如希瓦吉（Shivaji）、阿育王（Ashoka）；马拉地圣人，如图卡拉姆、德尼亚内什瓦尔、贾娜巴伊；现代文学人物，体育人物或名演员的名字；女子会以花卉、珠宝、天体名取名。
许多马拉地姓氏源于地名，后缀以-kar（卡尔），意为“来自某地”。如久纳尔卡尔（Junnarkar）源于久纳尔。还有源于家族职业和商业贸易品的姓氏，如昆巴尔（Kumbhar）、苏塔尔（Sutar）、帕蒂尔（Patil）、德赛（Desai）、乔希（Joshi）等。
历史上著名的马拉地领袖的姓氏都是他们的氏族名，如贾达夫（Jadhav）、博萨莱（Bhosale）、恰范（Chavan）、欣德（Shinde）、帕瓦尔（Pawar）等。马拉地最大的种姓昆比，其成员的姓氏也有许多氏族名，皆为其宗主领袖所属氏族；亦有可能表达其正试图晋升阶层。

### 克什米尔人名
克什米尔人的人名有两到三节，依次是名、中间名（可有可无）、姓。如贾瓦哈·拉尔·尼赫鲁（Jawahar Lal Nehru）。
昵称经常取代姓氏出现，所以一些不同的姓氏可能出自同一家族，如尼赫鲁（Nehru）和拉兹丹（Razdan）可能都归属于考尔（Kaul）家族。

## 南印度人名
南印度人名通常不包含姓氏，大多遵循使用父名的习俗；人名中常包含出身村镇的地名。南印度人一般会将除个人名之外的所有元素以首字母缩写代替，如E·V·拉马萨米（E.V. Ramasamy）。

### 卡纳达人名
南印度卡纳塔克邦的卡纳达人的命名习惯依出身地区不同而有一定差别。传统上，卡纳达人一般没有家族继承的姓氏。现代卡纳塔克邦北部人有第二名，其来源多样，如地名、食物名、衣物名、神庙名、职业名等等。
例如，卡蒂（Katti）代表士兵，卡拉迪斯（Karadis）代表民间艺术家，巴迪加尔（Badigar）代表木匠；商人和农民的第二名常常和其贩卖或耕种的物品有关，如瓦斯特拉德（Vastrad，布料）、库巴萨德（Kubasad，衬衫）、梅纳辛卡伊（Menasinkai，辣椒）、乌拉加迪（Ullagaddi，洋葱）、巴洛利（Balloli，大蒜）、滕金卡伊（Tenginkai，可可豆）、比亚利（Byali，荜）、阿基（Akki，稻）。亦有第二名源于房屋，如多达马尼（Doddamani，大房子）、哈迪马尼（Hadimani，路边的房屋）、卡蒂马尼（Kattimani，屋前有平台的房屋）、贝温马拉德（Bevinmarad，附近有宁树的房屋）等。米尔詹卡尔（Mirjankar）、贝拉加维（Belagavi）、胡布利卡尔（Hublikar）、贾姆坎迪（Jamkhandi）都是来源于地名的第二名。
卡纳塔克邦南部人的人名一般有三节，依次是村落名、父名、个人名，一般没有姓氏，前两节常常缩写。例如H·D·库马拉斯瓦米（H. D. Kumaraswamy），H代表他的出身村落名哈拉达纳哈利（Haradanahalli），D代表他父亲的名德韦高达（Devegowda）。已婚女子的人名有两节，包括夫名和个人名，顺序不定。例如苏马拉塔·安巴里什（Sumalatha Ambareesh），安巴里什是她丈夫的个人名。某些高种姓人士会有姓氏，但不常用，如拉奥（Rao）、穆尔蒂（Murthy）、巴特（Bhat）、沙尔马（Sharma）等。村长的个人名后缀以高达（Gowda），不分种姓。

### 马拉亚利人名
马拉亚利人主要分布于南印度的喀拉拉邦，使用马拉亚拉姆语。和卡纳塔克邦南部人一样，马拉亚利人的人名也包含三节，分别是村落名、父名、个人名，一般没有姓氏，前两节常常缩写。穆斯林同样遵循此习惯，但个人名是伊斯兰教人名；基督徒则多取西方名。
亦有现代马拉亚利人遵循欧洲习惯，将个人名前置，另取一中间名，并以父名作姓氏。例如，女演员纳扬塔拉的个人名是黛安娜·玛丽亚姆·库里安（Diana Mariam Kurian），黛安娜是她的个人名，玛丽亚姆是她的中间名，库里安是她父亲的个人名。她的父亲有一姓氏科迪亚图（Kodiyattu），但她并未采用之。一些种姓群体常将母亲的村落名作为第一名，如梅农（Menon）和奈尔种姓，一些较早皈依基督教和伊斯兰教的家族也遵循此习惯。例如政治人物K·卡鲁纳卡兰（K. Karunakaran），卡鲁纳卡兰是他的个人名，K代表他母亲的村落名坎诺特（Kannoth）。

### 泰米尔人名
泰米尔人的全名最长包含四节，依次是村落名、父名、个人名、种姓姓氏，前两者为缩写，村落名、种姓姓氏可不使用。如E·V·拉马萨米（E.V. Ramasamy），E代表村落名埃罗德（Erode），V代表父名文卡塔帕（Venkatappa）。在护照等正式场合，需要将缩写展开时，顺序会有调转。如R·拉梅什（R. Ramesh），展开为拉梅什·拉迈亚（Ramesh Ramaiah）；若拉梅什育有一子名为阿什温（Ashwin），他的全名一般写作R·阿什温，R代表拉梅什，或是阿什温·拉梅什（Ashwin Ramesh）。已婚女子会一般将父名替换为夫名，这一习惯并非强制。受20世纪初达罗毗荼运动的影响，绝大多数泰米尔人都抛弃了种姓姓氏，但亦有现代泰米尔人受西方习惯和北印度习惯影响，沿用旧种姓姓氏。
泰米尔人常用昵称，会以昵称代替个人名，尤其是在家庭内部使用。昵称可能完全和个人名没有关联，例如克里什纳坎坦（Krishnakantan）的昵称可以是毫无关联的巴布（Babu）。
泰米尔人名的常见元素有：
| 元素                     | 汉译参考               | 举例                   | 汉译参考             |
| ------------------------ | ---------------------- | ---------------------- | -------------------- |
| Alaga- / Alagu- / Alage- | 阿拉加，阿拉古，阿拉格 | Alagappan / Alagumuthi | 阿拉加潘，阿拉古穆蒂 |
| Anbu-                    | 安布-                  | Anbuselvan             | 安布塞尔万           |
| Ari-                     | 阿里                   | Arivumani              | 阿里武马尼           |
| Arul-                    | 阿鲁尔                 | Arulmoli               | 阿鲁尔莫利           |
| Bala-                    | 巴拉                   | Balakumar              | 巴拉库马尔           |
| Gnana-                   | 格纳纳                 | Gnanamani              | 格纳纳马尼           |
| Siva-                    | 西瓦                   | Sivadasan              | 西瓦达桑             |
| Ula-                     | 乌拉                   | Ulaganathan            | 乌拉加纳坦           |

泰米尔种姓姓氏，举例如耶尔（Iyer）、帕赖亚尔（Paraiyar）、维什瓦卡尔马（Vishwakarma）、科纳尔（Konar）、雷迪亚尔（Reddiar）、切蒂亚尔（Chettiar）、奈克尔（Naicker）等。泰米尔印度教徒认为，在人名后加上（不缩写的）姓氏是异教风俗，因为他们认为不应强调家族背景，而要强调个人身份。

### 泰卢固人名
泰卢固人的命名习惯和其他南印度的达罗毗荼民族有些许不同，他們的姓氏一般在前，與中國、日本、朝鮮半島、越南及匈牙利等地區習慣相同。组成一般是姓氏、个人名、村落名，有时后缀尊称或种姓姓氏。例如，纳拉·钱德拉巴布·奈杜（Nara Chandrababu Naidu），纳拉为姓氏，钱德拉巴布为个人名，奈杜是尊称。

### 僧伽罗人名
斯里兰卡僧伽罗人的名字结构通常是房名（氏族名）、个人名、姓。如卡卢汉迪拉格·赫马钱德拉·席尔瓦（Kaluhandhilage Hemachandra Silva），“卡卢汉迪拉格”是房名，“赫马钱德拉”是个人名，“席尔瓦”是源自葡语的姓。
僧伽罗人的“房名”（house name / clan name）和家族出身地、居所有关，和南印度其他地区人名的“村落名”类似。僧伽罗房名都以“-ge”（格）或“-lage”（拉格）作结尾。房名是家族代代相传的，一般情况下写为首字母缩写的形式。现代僧伽罗青年也有舍弃房名不用的情况，这些年轻世代会有另外的姓，如本例提及之“席尔瓦”；乡村人则较少使用，例如帕蒂兰纳赫拉格·皮亚西莉（Pathirannahelage Piyaseeli），只有两节，且通常缩写作P·皮亚西莉（P. Piyaseeli）。
僧伽罗已婚女子通常从夫姓，保留房名。如上文举例之P·皮亚西莉若嫁给K·赫马钱德拉·席尔瓦，她的姓名将改为P·皮亚西莉·席尔瓦。
由于历史殖民原因，僧伽罗人的姓有不少来自葡萄牙语，如席尔瓦（Silva）、费尔南多（Fernando）、佩雷拉（Pereira）等；当然也有源自本族语言的姓，如阿玛拉辛哈（Amarasinghe），坦纳孔（Tennekoon）等。

## 印度穆斯林人名
印度穆斯林的命名习惯有以下几种：
- 遵循本地或本民族习惯。如南印度的穆斯林遵循南印度命名习惯，但个人名通常是伊斯兰教名；
- 完全遵循阿拉伯人名的习惯，如使用父名前缀本（bin）等。
- 遵循“教名 + 个人名 +（姓氏）”的习惯，顺序不定，女子不缀教名；姓氏可有可无。这也是巴基斯坦普遍的命名习俗。教名来自伊斯兰典籍，通常是阿卜杜勒（Abdul）、赛义德（Saeed / Syed）、穆罕默德（Muhammad）、艾哈迈德（Ahmad）、拉赫曼（Rahman）。个人名常常来自阿拉伯语和波斯语。姓氏可能沿用印度教种姓姓氏，也可能仅仅是源自尊称的汗（Khan），沙阿（Shah）等[2]。例如穆罕默德·哈菲兹·汗（Muhammad Hafiz Khan），巴希尔·艾哈迈德（Bashir Ahmad）。

## 锡克教徒人名
锡克教徒的名字正式上是三节：个人名、教名、姓氏。教名只有两个，男子为辛格（Singh），女子为考尔（Kaur）。锡克教徒反对种姓制度，故传统上不使用姓氏。婚后女子从夫姓（若丈夫有姓氏）。
例如拉文德·辛格·萨霍塔（Ravinder Singh Sahota），拉文德是个人名，辛格是男子教名，萨霍塔是姓氏；曼吉特·考尔·布拉尔（Manjeet Kaur Bhullar），考尔是女子教名。一般来说，锡克教徒没有姓氏，或不常用姓氏，所以此二例更常见的形式是拉文德·辛格、曼吉特·考尔。
男子名前缀以萨达尔（Sardar）、萨达尔吉（Sardarji），女子缀以萨达尔妮（Sardarni）、萨达尔恩吉（Sardarnji），作为尊称；个人名后也可后缀-ji（吉）表尊敬之意。锡克教徒的名和印度教徒一般是共通的；许多锡克教徒的名不分性别。
因此，“辛格”（意为狮子）是用以辨识锡克教徒名的显要元素，不过辛格也可以是北印度地区的姓氏，所以名字中包含辛格者不一定是锡克教徒。

## 延伸阅读
- Kaushik, Devendra Kumar (2000) Cataloguing of Indic Names in AACR-2（页面存档备份，存于）. Delhi: Originals. ISBN 81-7536-187-5.